# Arvingarna
Arvingarna es un grupo de música sueco formado en 1989. 
Durante sus primeros años de existencia actuaron en varios conciertos y festivales por todo el país, hasta publicar su primer sencillo "Jeannie" en 1992, con el que consiguieron el primer puesto de la lista de ventas. Esa misma primavera, publicarían su primer álbum.
Un año más tarde, participarían en el Melodifestivalen 1993 consiguiendo el primer puesto con la canción Eloise representando entonces a Suecia en la edición de Eurovisión celebrada en Millstreet, Irlanda. Obtuvieron el séptimo puesto.
Volverían a presentarse en ediciones del Melodifestivalen de 1995, 1999, 2002, 2019 y 2021.
En 2003 se editó un recopilatorio con sus grandes éxitos.

## Miembros
- Lars Elis "Lasseman" Larsson (Disseröd, 26 de febrero de 1972)
- Tommy Carlsson (Gotemburgo, 7 de agosto de 1968)
- Kim Carlsson (Gotemburgo, 20 de marzo de 1972)
- Casper Janebrink (Partille, 2 de enero de 1970)

## Discografía
- 1992 - "Coola killar"
- 1993 - "Eloise"
- 1994 - "Tjejer"
- 1995 - "För alltid"
- 1996 - "Nu & då"
- 1997 - "Nya Spår"
- 1998 - "Airplane"
- 1999 - "Lime"
- 2001 - "Diamanter"
- 2002 - "Collection"
- 2005 - "8"
- 2007 - "All Included"
- 2009 - "Underbart"
- 2009 - "Arvingarna upp till dans"